# Aceruloplazminemija
Aceruloplazminemija je rijetka genetička bolest, poremećaj metabolizma željeza (Fe) karakterizirana progresivnom neurodegeneracijom retine, bazalnih ganglija i šećernom bolesti. Nasljeđuje se autosomno recesivno.
Bolest nastaje mutacijom gena za ceruloplazmin (CP), što dovodi do 
opterećenja tkiva željezom, najverojatnije na dva načina. Pojačanom apsorpcijom iz probavnog
trakta i oslabljenom aktivacijom iz zaliha u tkivu. Fe naime izlazi iz stanica pomoć molekule feroportina, koja da bi uspjela izbaciti Fe mora biti neposredno uz (ili vezana za) CP (ili molekulu hephaestin), koji potom oksidira Fe(II) u Fe (III), nakon čega dolazi do vezivanja Fe za molekulu apotransferina. Bez CP (ili hephaestina) feroportin ne otpušta Fe nego se razgradi unutar stanice te tako dolazi do nakupljanja Fe. Makrofazi recikliraju Fe iz starih eritrocita za nove u koštanoj srži. Zbog nedostatka CP dolazi do nakupljanja Fe u makrofazima, niskih vrijednosti Fe u serumu, blage anemije s reduciranom eritropoezom. To dovodi da smanjene količine hepcidina u serumu za što se zna da može smanjiti apsorpciju Fe u probavnom traktu.
Ceruloplazmin nalazimo i u astrocitima, vezanog za staničnu membranu. Bez CP astrociti ne mogu
izbacivati Fe iz neurona što dovodi do oštečenje radikalima Fe, a u mozgu čovjek dolazi do karakterističnih neuroloških znakova i simptoma (npr. cerebelarna ataksija, progresivna demencija i ekstrapiramidalni znakovi. 
|  | Molimo pročitajte upozorenje o korištenju medicinskih informacija. Ne provodite liječenje bez savjetovanja s liječnikom! |